# Luis Enrique Saldívar Romainville
Luis Enrique Saldívar Romainville fue un médico, militar y catedrático peruano. 
Fue rector de la Universidad Nacional de San Antonio Abad del Cusco entre 1959 y 1961. En 1960 fue ascendido por el Congreso de la República al grado de coronel de Sanidad de gobierno y Policía mediante Resolución Legislativa N° 13393 del 8 de febrero de 1960